# Frances Fyfield
Frances Fyfield (pseudonym för Frances Hegarty), född 1948 i Derbyshire, är en brittisk advokat och kriminalförfattare. 

## Biografi
Hegarty studerade engelska vid Newcastle University. Efter examen tog hon en kurs i juridik.  
Hon skriver även psykologiska thrillers under namnet Frances Hegarty, bland annat, The Playroom, Half Light och Let's Dance.
Hennes romaner har översatts till fjorton språk, och ett antal av dem har även filmatiserats för TV. Den mest populära av Fyfields romaner, serien med Helen West, har filmatiserats två gånger för TV. Juliet Stevenson spelade rollen som Helen West i Trial by Fire (1999) och  Amanda Burton gjorde senare rollen i en TV-serie 2002.